# برادر کوچولو
برادر کوچولو (انگلیسی: Baby Brother) یک فیلم کمدی صامت کوتاه آمریکایی و از فیلم‌های دارودسته ما بود که در سال ۱۹۲۷ منتشر شد.

## گزیدهٔ بازیگران

### اعضای دارودسته ما
- جو کاب
- جکی کاندون
- جین دارلینگ
- آلن هاسکینز
- اسکوتر لاوری
- جی آر. اسمیت
- کلیفتون یانگ
- بابی هاچینس
- میلدرید کورنمن
- رابرت اسمیت

### نقش‌های مکمل
- سیمونا بانیفیس
- هَری اِرلز
- آنیتا گاروین
- بن هال
- اولیور هاردی
- یولالی جنسن
- لینکلن پلامر
- لایل تیو